# تی‌تی و بچه خرسی
تی‌تی و بچه خرسی، یک مجموعه تلویزیونی محصول سال ۱۳۸۹ به کارگردانی پرستو شاه‌محمدی و حسین خردمند، نویسندگی افتخارسادات رئوفی و عاطفه رئوفی و تهیه‌کنندگی پرستو شاه‌محمدی می‌باشد که از برنامه کودک و نوجوان شبکه جهانی جام جم پخش شد. این مجموعه ۷۵ قسمت دارد.
این برنامه شاد با استفاده از عروسک‌های تن‌پوش و موسیقی شاد و دکور کودکانه و انجام کارهای گرافیکی قصد دارد فرهنگ ایرانی و دینی را در بین کودکان اشاعه دهد.

## بازیگران
- درسا صفرلوی مقدم
- لیلی رضائی